# Dick Verbesselt
Dick Verbesselt (1957 - 20 februari 2013) was een Vlaams televisieregisseur en bekender van het programma V.Z.W.. 

## Biografie
Verbesselt studeerde aan het Rits van 1975 tot 1979. 
Hij begon bij de BRT in 1981 en was regisseur van vele bekende programma's zoals Kulderzipken en Dag Sinterklaas, Tien voor Taal, Dikke vrienden en De andere kant, Herexamen, De Canvascrack, V.Z.W., In alle staten en Memento.